# Отсего (округ, Мічиган)
Шаблон:StateAbbr_ 45°01′ пн. ш. 84°37′ зх. д. / 45.02° пн. ш. 84.61° зх. д.
Округ  Отсеґо (англ. Otsego County) — округ (графство) у штаті Мічиган, США. Ідентифікатор округу 26137.

## Історія
Округ утворений 1875 року.

## Демографія
За даними перепису 
2000 року 
загальне населення округу становило 23301 осіб, зокрема міського населення було 7769, а сільського — 15532.
Серед мешканців округу чоловіків було 11568, а жінок — 11733. В окрузі було 8995 домогосподарств, 6539 родин, які мешкали в 13375 будинках.
Середній розмір родини становив 3.
Віковий розподіл населення поданий у таблиці:
| Стать    | До 15 років | 15-21 | 22-29 | 30-39 | 40-49 | 50-65 | 65-85 | Понад 85 |
| -------- | ----------- | ----- | ----- | ----- | ----- | ----- | ----- | -------- |
| Чоловіки | 2577        | 1108  | 937   | 1717  | 1849  | 1925  | 1358  | 97       |
| Жінки    | 2531        | 1004  | 950   | 1750  | 1813  | 1939  | 1523  | 223      |

## Суміжні округи
- Чебойган — північ
- Монтморенсі — схід
- Оскода — південний схід
- Кроуфорд — південь
- Калкаска — південний захід
- Антрім — захід
- Шарлевуа — північний захід

## Виноски
1. ↑  US Decennial Census. US Census Bureau. Процитовано 27 вересня 2014.
2. ↑  Historical Census Browser. University of Virginia Library. Архів оригіналу за 30 травня 2019. Процитовано 27 вересня 2014.
3. ↑  Population of Counties by Decennial Census: 1900 to 1990. US Census Bureau. Процитовано 27 вересня 2014.
4. ↑  Census 2000 PHC-T-4. Ranking Tables for Counties: 1990 and 2000 (PDF). US Census Bureau. Процитовано 27 вересня 2014.
5. ↑  State & County QuickFacts. US Census Bureau. Архів оригіналу за 6 червня 2011. Процитовано 29 серпня 2013.(англ.) Наведено за англійською вікіпедією.
6. ↑  American FactFinder. Бюро перепису населення США. Архів оригіналу за 26 лютого 2012. Процитовано 31 січня 2008.

| США | Це незавершена стаття з географії США. Ви можете допомогти проєкту, виправивши або дописавши її. |